# Remarques sur les couleurs
Les Remarques sur la couleur (allemand : Bemerkungen über die Farben) est l'une des dernières œuvres de Ludwig Wittgenstein. Éditée par G. E. M. Anscombe, cette œuvre est composée de trois sections, la troisième est écrite à Oxford durant l’été 1950 et la première — principalement une sélection et une révision — à Cambridge en mars 1951.

## Aperçu
Estimant que les énigmes philosophiques sur la couleur ne peuvent être résolues qu'en prêtant attention aux jeux de langage impliqués, Wittgenstein considère les propositions de Goethe dans le Traité des couleurs et les observations de Philipp Otto Runge dans une tentative de clarifier l'utilisation du langage sur la couleur. Il considère également de nombreux exemples de ce sur quoi nous nous trouvons incapables de ne pas être d'accord et de dire à propos des couleurs, par exemple que le vert n'est pas un mélange de bleu et de jaune.
Wittgenstein s'est intéressé au fait que certaines propositions sur la couleur ne sont apparemment ni empiriques ni a priori, mais un entre-deux, créant l'impression d'une sorte de phénoménologie, comme celle de Goethe. Cependant, Wittgenstein a adopté la ligne selon laquelle « Il n’y a certes pas de phénoménologie, mais il y a bel et bien des problèmes phénoménologiques. » Il se contentait de considérer les observations de Goethe comme une sorte de logique ou de géométrie.

## Éditions
- (de + en) Remarks on Colour, Oxford : Blackwell, 1977, éd. G. E. M. Anscombe et trad. Linda López McAlister (en) et Margarete Schättle.
- (de + fr) Remarques sur les couleurs  (trad. Gérard Granel, préf. G. E. M. Anscombe, postface Élisabeth Rigal), TER, 1983 (SUDOC 008873380) —  « Le vu, le peint et le parlé » (postface), p. 75-120.